# Tomaž Pandur
Tomaž Pandur (Maribor, 19 de febrero de 1963-Skopie, 12 de abril de 2016) fue un dramaturgo y director de escena esloveno que se dio a conocer a nivel nacional con su primer montaje profesional, Sherezade, en 1989.  Posteriormente, desempeñó su labor por toda Europa con su compañía internacional PandurTheater creando montajes para lo que él denominó "Teatro del tercer milenio".

## Biografía y etapas de su trayectoria artística
Nació en Maribor, Yugoslavia (hoy Eslovenia) en 1963. Se graduó en la Academia de Teatro, Cine y Televisión de la Universidad de Ljubljana, Eslovenia, en 1988 (MDA en dirección).
Su colaborador por treinta años, el dramaturgo y crítico Darko Lukic, divide su teatro en tres etapas[cita requerida]: 
- La etapa Ljublijana: 1980-1989. Los primeros proyectos teatrales profesionales y la formación de su estilo y su poética.
- La etapa Maribor: 1989 - 1996. Periodo en el que fue director del Teatro Nacional Esloveno de Maribor, Eslovenia. En este corto periodo de tiempo convirtió un pequeño teatro de provincias (teatro marginal en el extremo oeste de la antigua Yugoslavia) en un lugar de referencia. En esta etapa siguió desarrollando los temas y las ideas de la primera etapa pero en forma de mega espectáculos mucho más profesionales en la producción, y lo que él llamó su teatro de los sueños.
- La etapa europea: 1996 - actualidad. Después de irse de Maribor trabajó como artista independiente en teatros europeos y empieza a establecer un nuevo estilo, lenguaje y forma de expresión. En 2002 fundó con Livia Pandur (dramaturga) la compañía internacional PandurTheaters, una organización internacional de teatro que produce proyectos internacionales en cooperación con teatros, festivales de teatro y otros socios. Reúne a artistas de diferentes partes del mundo, en un laboratorio de teatro multicultural y multilingüe. Según la compañía las producciones de PandurTheaters son la esencia del teatro para el nuevo milenio _ "un teatro, que une, inspira, despierta y transforma, abre los canales de las corrientes de los nuevos patrones mentales y emocionales. Es un espacio creativo sin fronteras que está en cambio continuo buscando la remodelación de su poética constantemente”_. Tomaz Pandur ha declarado, además, que no busca crear ninguna escuela pues se basa en la profunda convicción de la unicidad, especificidad, irrepetibilidad y excepcionalidad de cada acto creativo individual y de cada individuo en el universo.

Sin embargo, en estas tres etapas de su trayectoria artística existen temas fundamentales que ha tratado siempre, ideas que le preocupan continuamente.

## Textos y autores
Lo primero que se observa es su interés por obras capitales del patrimonio occidental, los más grandes autores de la literatura universal y textos teatrales de culto.  
-En la primera etapa trabajó: Macbeth de Shakespeare (1982). Hedda Gabler de Ibsen (1986). Kafka Currículum Vitae(1985), que supone la aparición definitiva del enfoque personal de esos grandes personajes, mitos, fábulas y autores. Y el que fue el punto decisivo en su carrera, Sherezade, de Ivo Svetina (1989), donde construye una pieza en la que interactúan los mundos occidental y oriental, con todos sus claroscuros, y que tuvo un gran impacto emocional en el público. 
-En su segunda etapa produce los siguientes mega espectáculos:  Hamlet, de Shakespeare (1990). Fausto, de Goethe (1990). La Divina Comedia, de Dante (1993), de la que el crítico Neva Slivar escribió que fue la producción más ambiciosa en la historia del teatro esloveno. Sobre grandes temas como Carmen(1992) y Babel(1996). Sobre el rastreo de Dostoievski en La Misión Rusa (1994).
-Posteriormente, como artista independiente en su etapa europea, vuelve a repensar de forma nueva los motivos, temas y estímulos de los textos de: Dante en Infierno (2001,2002,2005). Dostoievski en Desde la casa de los muertos (2003), ópera basada en la novela de Dostoievski, y en 100 minutos (2006), basada en Los hermanos Karamazov. Las amistades peligrosas de Laclos y Cuarteto de Múller en Barroco(2007). Camus en Calígula (2008). Shakespeare en Hamlet(2009). Eurípides en Medea(2009) .
En todas estas obras puede parecer que trata de forma muy libre los textos base de los grandes autores. Y es cierto que pueden parecer operaciones radicales y para algunos hasta sacrílegas, pero, según el analista Darko Lukic , se observa todo lo contrario y Pandur se mantiene casi religiosamente fiel y leal al texto, a su esencia, a su idea básica y a su significado fundamental. Primero desnuda el texto y lo depura de todo ornamento retórico para luego exponer todo su contenido con un lenguaje escénico propio y rastrear todas las asociaciones, inspiraciones y posibles lecturas que ofrezca el texto. Según Darko, traduce a los grandes autores de la letra escrita al medio teatral, respetando todas las palabras pero traduciendo también las partes blancas del papel, traduciendo los márgenes, los espacios entre palabras y entre líneas. A veces dirige una literatura despojada y depurada, lista para su puesta en escena. Otras, contrasta el texto con comentarios de ensayistas e interpretaciones. Pero en todos los casos es fiel a la obra inspiradora y al autor, cuestionándolo desde el lenguaje teatral. Lo relee en profundidad y consigue que el propio autor original dibuje a su vez un mapa de la representación. Genera, pues, lecturas y visiones personales de tan grandes obras literarias, pero visiones íntimas que están inspiradas y motivadas por los desafíos que suponen tales obras y sus autores.

## Temática
Si algo une a todos los autores y textos de su creación, es la continuidad de ciertos temas que trata de forma sistemática. Son los grandes temas pandurianos, que son hilo conductor de todos sus espectáculos y condicionan el criterio de elección del título y el proyecto. 
Uno de los grandes temas tratados es la soledad, ya sea la de Hamlet, la de Virgilio, la de Dante o la de Kafka. En su centro de atención se encuentran personas que, por alguna razón, crean sus propios espacios de soledad. Quizás paradigma de esa soledad y de la incomunicación fuese la puesta en escena de Barroco (2007), texto escrito a dos manos junto al dramaturgo Darko Lukic, a partir de la deconstrucción de diversas fuentes: Las amistades peligrosas de Laclos, Cuarteto de Heiner Muller, y las películas Relaciones peligrosas de Roger Vadim, Las amistades peligrosas de Stephen Frears y Valmont de Milos Forman. Esta obra presentaba una escenografía en cinemascope con el fin de crear un ambiente asfixiante, existencialista y minimalista. No es una obra visualmente barroca, sino emocionalmente. La soledad del hombre es lo que provoca una escenografía desolada e inestable, puramente trágica. La belleza y la decadencia de los valores esenciales y el conocimiento del deterioro son los pilares de la obra. Lo eterno, lo efímero y lo carnal confluyen en escena. Cada acción conmueve y por ello interviene en el resorte de los sentidos, de las fuerzas afectivas. Una obra sobre las máscaras de la vida cotidiana, de las máscaras del lenguaje y de la representación en la gran escena del mundo de una Europa nihilista, que se deconstruye y es consciente de su deseo de supervivencia en el espacio emocional íntimo: el del espectador en su teatro monstruoso.
De esta soledad brota además su tema más grande, el de la incomprensión  _generalmente con efectos trágicos_,  el conflicto entre el individuo solitario y el resto del mundo.  Todos los personajes y temas pandurianos están basados en la imposibilidad de comunicarse y en las interferencias en el canal de comunicación entre el hombre y su historia personal. Siempre los trata explorando diferentes niveles de comunicación: entre personas, entre una persona y su mundo, dentro de la misma persona y entre diferentes universos que se encuentran o no en el tiempo y en el espacio.
Y de la incomprensión surge también el tema de la excepcionalidad y la especificidad del individuo frente a la comunidad o la sociedad, y también la especificidad de la persona frente a cualquier otra persona, incluida la de uno mismo en distintas épocas de su vida. Examina la irrepetibilidad del individuo y del momento, la unicidad de cada experiencia. Y lo hace eligiendo personajes especiales: Fausto, Hamlet, Medea … que coloca en situaciones comunes, sencillas y reconociblemente humanas, pero no para establecer la hipótesis de “Todos somos Calígula" ni "Hamlet es como nosotros", sino para, colocados en situaciones comunes, remarcar su excepcionalidad, pues son diferentes y especiales en esas situaciones regulares. De esta forma consigue que el espectador reflexione sobre qué ve de cercanos, interesantes y comprensibles en aquellos personajes que no se nos parecen en absoluto, cuál es la experiencia que cruzan sus historias en las que el espectador puede reconocer sus propias dudas y problemas y entablar así una comunicación activa con los grandes textos.
Otro de los temas recurrentes en el teatro de Pandur es la búsqueda de la trascendencia de la realidad, las condiciones humana y divina, la relación entre los vivos y los muertos, los conceptos de tiempo y espacio y el conflicto entre finitud e infinitud. 
En este teatro las interrelaciones tiempo-espacio se hacen completamente alineales. Pandur sugiere unas relaciones postnewtonianas. Darko Lucik propone términos como "cronotopo cuántico", "cronotopo alineal", "cronotopo relativista", "cronotopo dinámico", "cronotropo cuatridimensional" y "cronotropo angélico". En cualquier caso, se trata de sustituir el modelo lineal del tiempo y el espacio , del movimiento sucesivo, por una fase alineal, una presencia simultánea en varias esferas sincrónicas.
Por ejemplo en 100 minutos(2006) _que a través de un lenguaje del inconsciente representa a la familia europea en crisis de valores y que se mutila y destruye a sí misma_ se debate acerca del tiempo. Y el tempus fugit de la ficción coincide con el de la representación, presentando así la paradoja de si el espectador vive internamente la misma duración, puesto que lo que interesa destacar es la asimilación inconsciente de ella. A través de los actores, se experimentan los diversos modelos de tiempo escénico, aunque también los actores se convierten en espectadores del suyo propio. El tiempo poético, equivale al del inconsciente y la narratividad de la historia de Los hermanos Karamazov es un pretexto para llegar a ese inconsciente. Incluso se complementan ambos, el tiempo narrativo y el poético. Al final de la obra, el personaje de Katerina _o la actriz que lo representa, pues ya no hay fronteras entre ambas_ dice lo siguiente: "Ahora mido el tiempo con unidades diferentes. Hay por ejemplo el tiempo cinético, el tiempo de la conciencia, el tiempo del destino, del horror, el tiempo que devora la vida y el tiempo del éxtasis. Este es un tiempo subjetivo, el que transcurre en el monólogo interior, en las corrientes del subconsciente". 

## Forma y estilo
En cómo trata estos temas se distinguen las etapas de su desarrollo creativo. Desde el principio se caracterizó por crear un lenguaje escénico propio, y los elementos, medios y formas de esa expresión han ido desarrollándose en tres direcciones paralelas:
-Sobrepasa los límites de una experiencia monocultural, percibiendo la tradición teatral de Europa Occidental como importante, pero no como la principal. 
-Sobrepasa los límites impuestos por los medios, hibridando el lenguaje escénico con otros. 
-Sobrepasa los límites de las funciones usuales de los sentidos humanos.
Es por tanto un vocabulario sincrético a nivel artístico y cultural. A nivel artístico combina elementos literarios, musicales, plásticos, de movimiento y de danza... superando así géneros y estilos. De hecho ha trabajado también formas puras como el ballet en Alas y la ópera en Desde la casa de los muertos (2004)y en El silencio de los balcanes(1997, géneros híbridos como en Carmen (1992)y en 100 minutos (2006), y hasta ensayo escénico en Calígula(2008). 
A nivel cultural, combina elementos de teatro occidental y oriental: danzas balinesas, kabuki, psicodramas, danzas derviches, teatro No, biomecánica, ópera china, comedia del arte, butó… 
En cuanto a la actitud libre frente a las limitaciones de los medios, el lenguaje del texto, de la letra impresa, de la película, de la fotografía, del sonido y de los signos son herramientas de igual valor para la creación escénica. Según Pandur consigue así involucrar al espectador en una participación activa del seguimiento del espectáculo , mediante procesos de almacenamiento de información que no siguen reglas mecánicas sino cibernéticas. Su planteamiento teatral parte de los conocimientos que se tienen hoy en día sobre las funciones y cometidos de nuestros sentidos. El cerebro es el que oye, y no los oídos. Los cinco niveles neurológicos en los que el cerebro procesa los estímulos a través de los sentidos, es un mecanismo cibernético fascinante que admite infinitas combinaciones. Por ello, las relaciones entre imagen y sonido en el teatro de Pandur están dirigidas a explorar nuevas combinaciones posibles: entre el significado del texto enunciado, la voz del actor que lo enuncia y el sonido que se produce, pero también con los sonidos que lo acompañan, la abolición y reintroducción del color, la congelación o la movilidad .
Siguiendo estas teorías neurológicas que defienden que nunca vemos una realidad real, sino sólo nuestra propia imagen de esa realidad sobre la base de los datos que nos ofrecen nuestros sentidos, y después de un procesamiento cibernético que depende de nuestros conocimientos, recuerdos, capacidades, experiencias vividas… Pandur se pregunta por qué hay que cargar el teatro con el conflicto entre el simulacro de la realidad y la imaginación. Para este director el teatro finalmente se hace realidad en igual medida que todo lo que vemos antes de entrar en la sala, aunque de forma diferente: depurada de excedentes de información, adaptada a las necesidades de nuestras emociones por ser un extracto de información, pura realidad emocional o extracto emocional de la realidad. Según Pandur, como para obtener la esencia de un perfume, de igual manera miles de años de experiencias históricas y todos los espacios del universo se pueden concentrar en una lágrima sobre el rostro del actor, o en un rayo de luz sobre el escenario. Y ésta es una idea _la de la búsqueda de un instante que pueda representar a su vez todos los instantes_ que conecta con su concepción del tiempo y su relación con el espacio.

## Simbología
Uno de los rasgos más característicos de su estilo teatral, es la profusión de numerosos símbolos en sus obras . Sin embargo, el director aclara que no crea estos con la intención de un significado claro para el público, sino para evocar a través de los sentidos algo diferente en cada espectador.  
Un símbolo al que recurre constantemente es el agua. En Alas _un espectáculo de danza y teatro inspirado en El cielo sobre Berlín de Wim Wendersque, y que dirigió en el CDN a propuesta de Nacho Duato__ de nuevo, gira en torno a la inmortalidad y a la soledad humanas. Para ello utiliza el agua en escena y pocos objetos más. Con el agua, en casi todos sus montajes, representa lo que él ha llamado "el paisaje de la melancolía", pero también sirve como espejo para generar reflejos. En esta obra, de hecho, es el tiempo el que se refleja en un espejo. Pandur dijo que en esta obra: "[...]el hombre está solo frente a la gran pregunta sobre el tiempo y la infinitud. Ésta es una de las razones por las que quise hacer este trabajo con Duato, al que considero por encima de todo un escultor del tiempo". Ha utilizado el agua en Fausto, Purgatorio, La misión rusa, Carmen, Babilonia, Alas, Hamlet y Calígula, ayudando en todas ellas a potenciar el paisaje de melancolía y la trascendencia.
También el espejo es un símbolo que aparece en prácticamente todas sus obras: por ejemplo en  Hamlet, donde un personaje porta un espejo para que el resto se vea reflejado, o en La caída de los dioses, en la que un gran espejo en el techo muestra la imagen invertida de la mesa. Y ésta es otra de las imágenes pandurianas por excelencia, la de la mesa con iluminación propia donde la familia europea se presenta en crisis, quebrada y maldita. Una idea de la familia mal avenida propia de la tragedia clásica.
Volviendo a los espejos, es el elemento que conformó prácticamente todo el espacio de Infierno, construyendo una gran jaula de cristal. Pandur representó el infierno como un espacio de vanidad rodeado de espejos. Según el director "el tiempo y su reflejo en los seres presentan vacíos donde se sitan la melancolía, el engaño y la apariencia". El espejo se asocia así a la vanidad y a la búsqueda del inconsciente, de lo oculto. 

## Pandur en España
Precisamente Infierno fue la primera obra que supuso la auténtica presencia del teatro de Pandur en España _aunque antes se había presentado en Zaragoza, en 1991, Sherezade_. Se presentó en el CDN por encargo de Gerardo Vera y supuso opiniones extremas. Para este Infierno se basó en La divina comedia de Dante, en Dantes Divinus de Nenac Prokic, en obras de Francesco de Sanctis, en textos de Artaud, en El Libro de los muertos egipcio, en el Libro tibetano de los muertos y en los mundos subterráneos descritos en algunos textos mitológicos griegos.  Es por tanto ejemplo de otra de sus principales características, la superposición de mito y modernidad, así como de la ya mencionada multiculturalidad y de la relación de múltiples lenguajes _incluso en el sentido literal, por el uso de diferentes lenguas_, creando un espectáculo de luz, sonido, movimiento y palabra. 
De hecho, según el artículo de Roberto García de Mesa, las críticas negativas a su teatro en España siempre son similares: demasiado artificio y un uso de un lenguaje metafórico muy complejo. Pero en opinión de este crítico es un teatro que despierta la imaginación, alejado del valor que en España se le ha dado a la narratividad, pues generalmente esta onda más experimental queda relegada a salas alternativas o de pequeño formato. Sin embargo, dice García de Mesa, Pandur le da a esta orientación un carácter épico, de grandes proporciones. 
Ya sea por evolución de su estilo o movido por la crítica española, el hecho es que esta rica tecnología que incluía la proyección de imágenes sobre el actor, como un rasgo más de la iluminación, utilizada en Infierno y también en 100 minutos, ya en sus posteriores montajes en España, Barroco, Hamlet y Medea desaparece casi por completo no así en Fausto que lo recupera

## Premios
Orden de Isabel la Católica por su excepcional logro en el campo del arte, España 2011
The Best Overall Production, 2nd Grand Festival Ciudad de México; 
The Grand Prix, mess Festival, Sarajevo; 
The Golden Mask, mess Festival, Sara- jevo; 
The Best Foreign Production, Buenos Aires; 
The Golden Laurel Wreath for Direction, mess Festival, Sarajevo; 
The Golden Mask for Best Overall Production, mess Festival, Sarajevo; 
The Korenić Award for Direction, mess Festival, Sa- rajevo; Grand Prix, bitef Festival, Belgrade; 
The Borštnik Festival Award for Best Overall Produc- tion, Maribor; T
he Borštnik Festival Award for Best Direction, Maribor; 
The Best Foreign Pro- duction Award in Mexico; 
The Yugoslav Critics Award for Best Production;
The Prešeren Founda- tion Award for the direction, Slovenia; 
The Bojan Stupica Award for life work, Belgrade; 
The Glazer Award, Maribor;
```
The Golden Symbol of the City Maribor
```